# Satomi Suzuki
Pour les articles homonymes, voir Suzuki (homonymie).
Satomi Suzuki (鈴木聡美, Suzuki Satomi), née le 29 janvier 1991 dans la Préfecture de Fukuoka, est une nageuse japonaise spécialiste des épreuves de brasse. Elle compte à son palmarès deux médailles de bronze et une d'argent olympique.

## Palmarès

### Jeux olympiques
| Épreuve / Édition        | Londres 2012         |
| 100 mètres brasse        | Bronze 1 min 6 s 46  |
| 200 mètres brasse        | Argent 2 min 20 s 72 |
| Relais 4 × 100 m 4 nages | Bronze 3 min 55 s 73 |